# Zygi
Zygi (griechisch Ζύγι, türkisch Terazi) ist ein Ort im Bezirk Larnaka in Zypern. Bei der letzten amtlichen Volkszählung im Jahr 2021 hatte der Ort 667 Einwohner.

## Lage und Umgebung

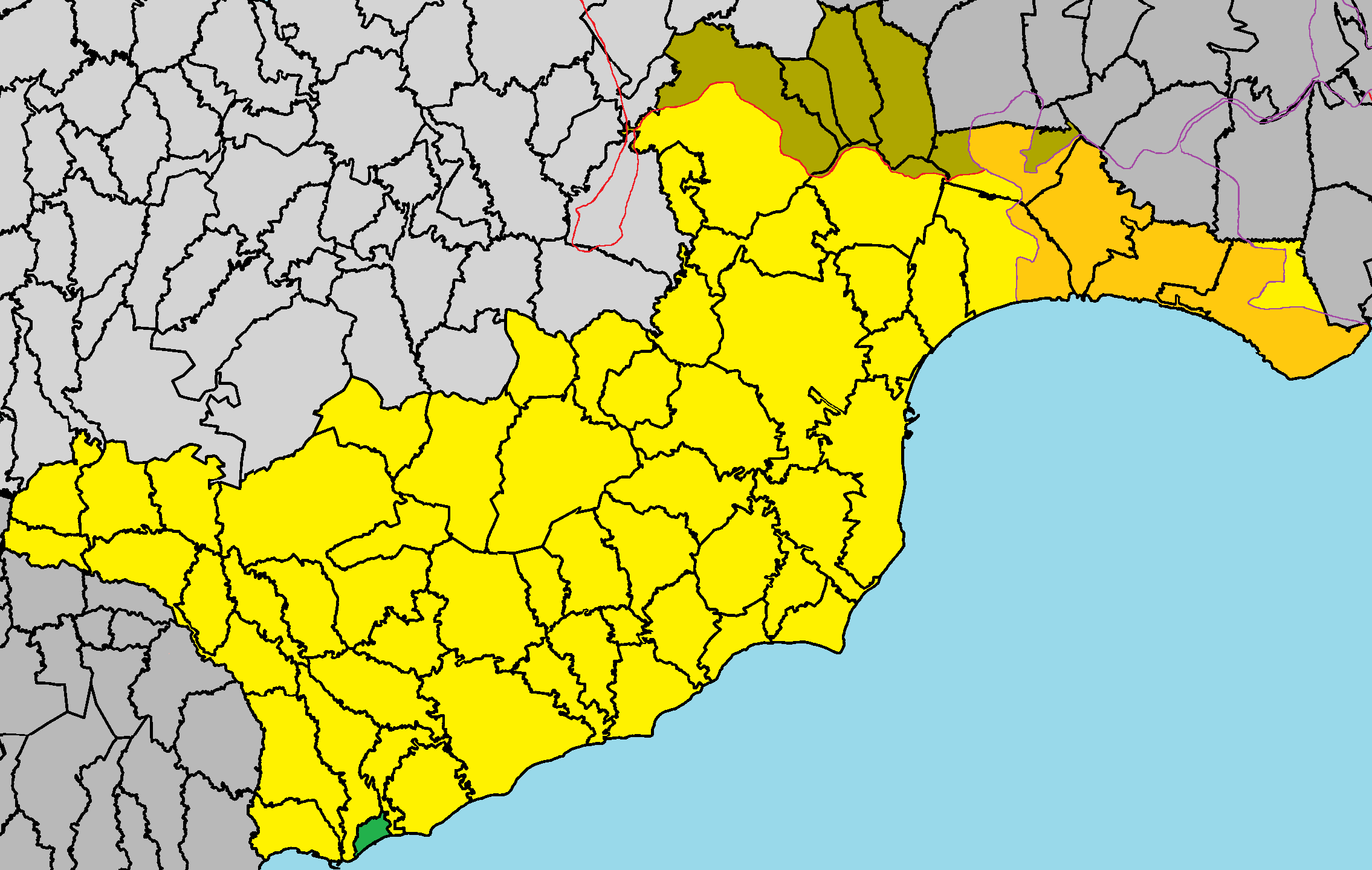
Lage der Gemeinde im Bezirk Larnaka

Zygi liegt im Süden der Insel Zypern auf circa 10 Metern Höhe, etwa 48 km südlich der Hauptstadt Nikosia, 31 km südwestlich von Larnaka und 24 km nordöstlich von Limassol.
Der Ort befindet sich direkt am Mittelmeer und besitzt einen kleinen Hafen, die Zygi Marina. Deshalb ist Zygi bekannt als Fischerdorf mit mehreren Fischtavernen in direkter Hafennähe. Im Norden verläuft die A1 und die Hauptstraße B1 und einige Kilometer im Westen beginnt der Bezirk Limassol.
Die direkte Umgebung ist eher landwirtschaftlich geprägt, etwa einen Kilometer westlich liegen allerdings Raffinerien, ein Zementwerk, das Vasilikos-Kraftwerk (größtes und modernstes Kraftwerk des Landes) und die Marinebasis Evangelos Florakis. Dort kam es am 11. Juli 2011 zu einer Munitionsexplosion, welche das Kraftwerk und die Umgebung schwer beschädigte und 15 Menschenleben und über 60 Verletzte forderte.
Orte in der Umgebung sind Tochni und Psematismenos im Norden, Maroni im Nordosten, Mari im Westen sowie Kalavasos im Nordwesten.